# Ledbetter
Ledbetter – jednostka osadnicza w Stanach Zjednoczonych, w stanie Kentucky, w hrabstwie Livingston.